# Mesquita de Rüstem Paşa
La Mesquita de Rüstem Paşha (en turc: Rüstem Pasha Camii) és una mesquita otomana que es troba a Hasırcılar Çarşısı, al districte d'Eminönü d'Istanbul, a Turquia.

## Història
La mesquita fou dissenyada per l'arquitecte imperial Mimar Sinan per al gran visir Damat Rüstem Paixà (marit d'una de les filles de Solimà el Magnífic, la sultana Mihrimah Sultan). La construcció se'n va iniciar el 1561 i acabà el 1563.

## Arquitectura

### Exterior
La mesquita s'ha construït en una terrassa elevada sobre un conjunt de botigues els lloguers de les quals havien de finançar la mesquita. Les escales interiors donen pas a un gran pati. La mesquita té un pòrtic doble amb cinc cambres amb cúpula.

### Interior
L'interior és famós per la quantitat i qualitat de taulells de Nicea (actual Íznik), amb una gran varietat de motius florals i geomètrics. Aquesta rajola de València cobreix la paret del pòrtic, el mihrab, mínbar, les parets, columnes i el pòrtic exterior, i tenen un color roig tomata característic del període primerenc d'Íznik (1555-1620), i cap altra mesquita a Istanbul en fa un ús tan pròdig.
La planta de l'edifici és bàsicament un octàgon inscrit en un rectangle. Les restes de la cúpula principal descansen sobre quatre mig voltes en les diagonals de l'edifici. Els arcs de la volta recolzen sobre quatre pilars octagonals: dos al nord, dos al sud.

## Galeria

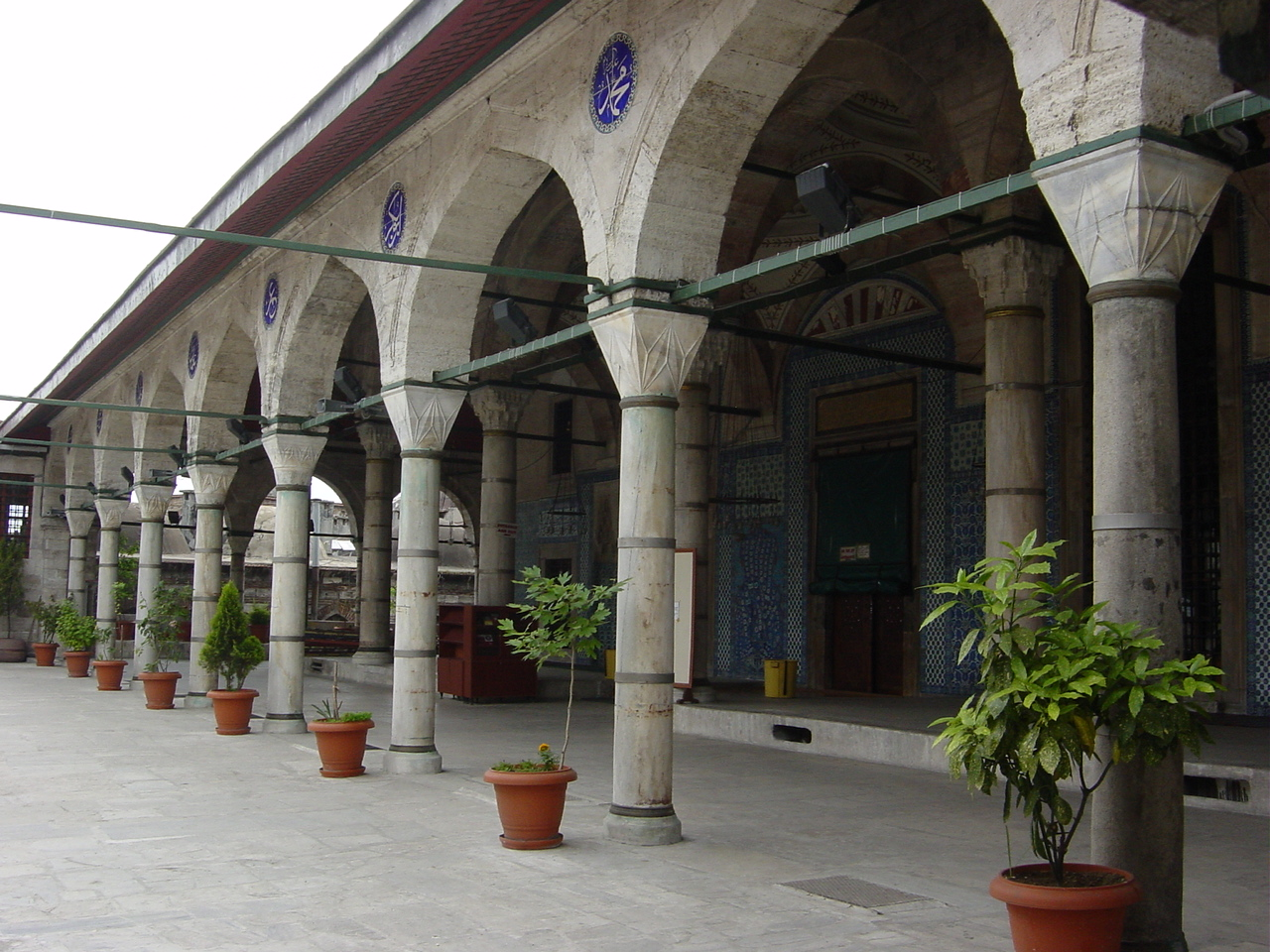
Arcada
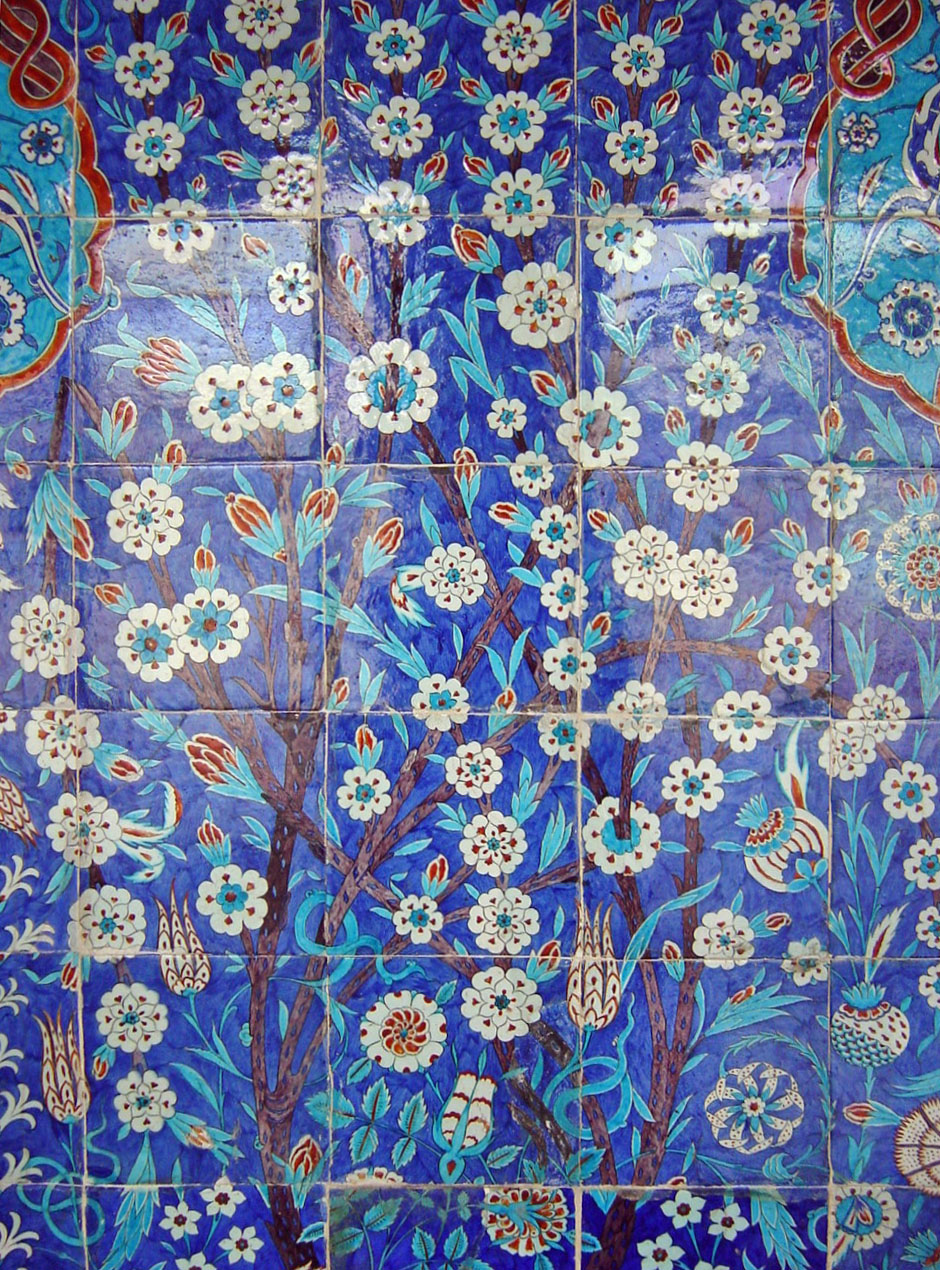
Taulells decorats
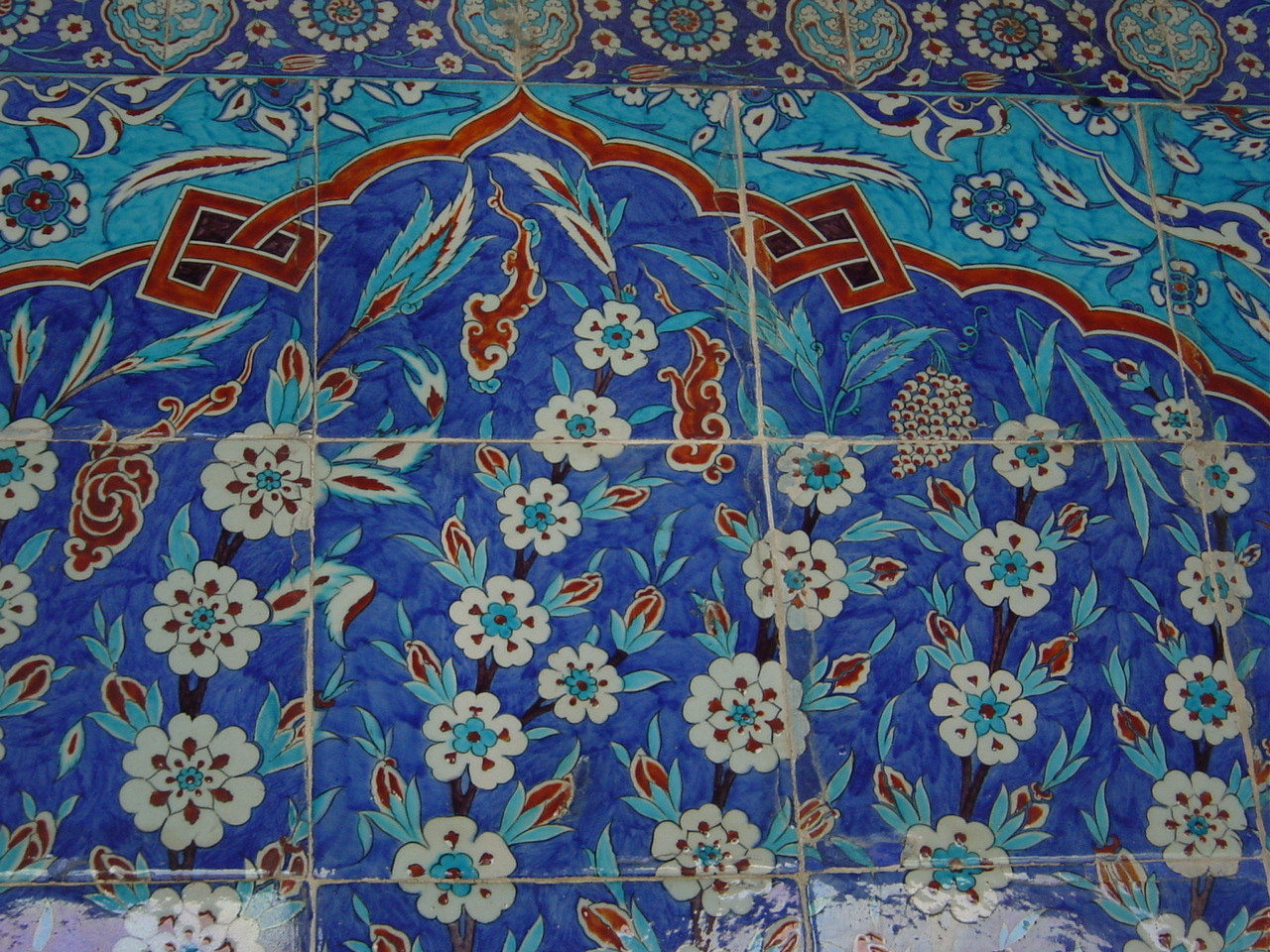
Taulells decorats
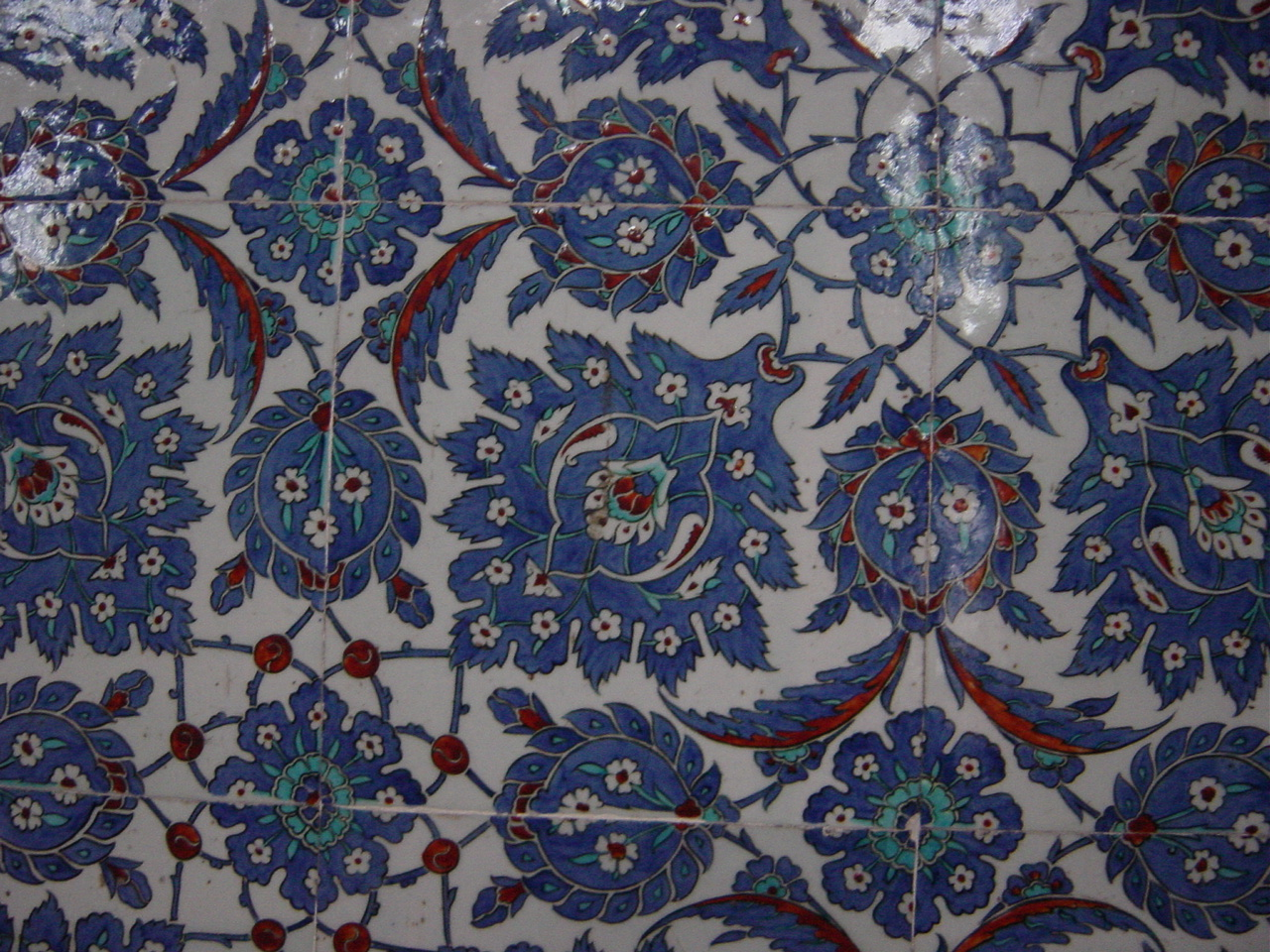
Taulells decorats
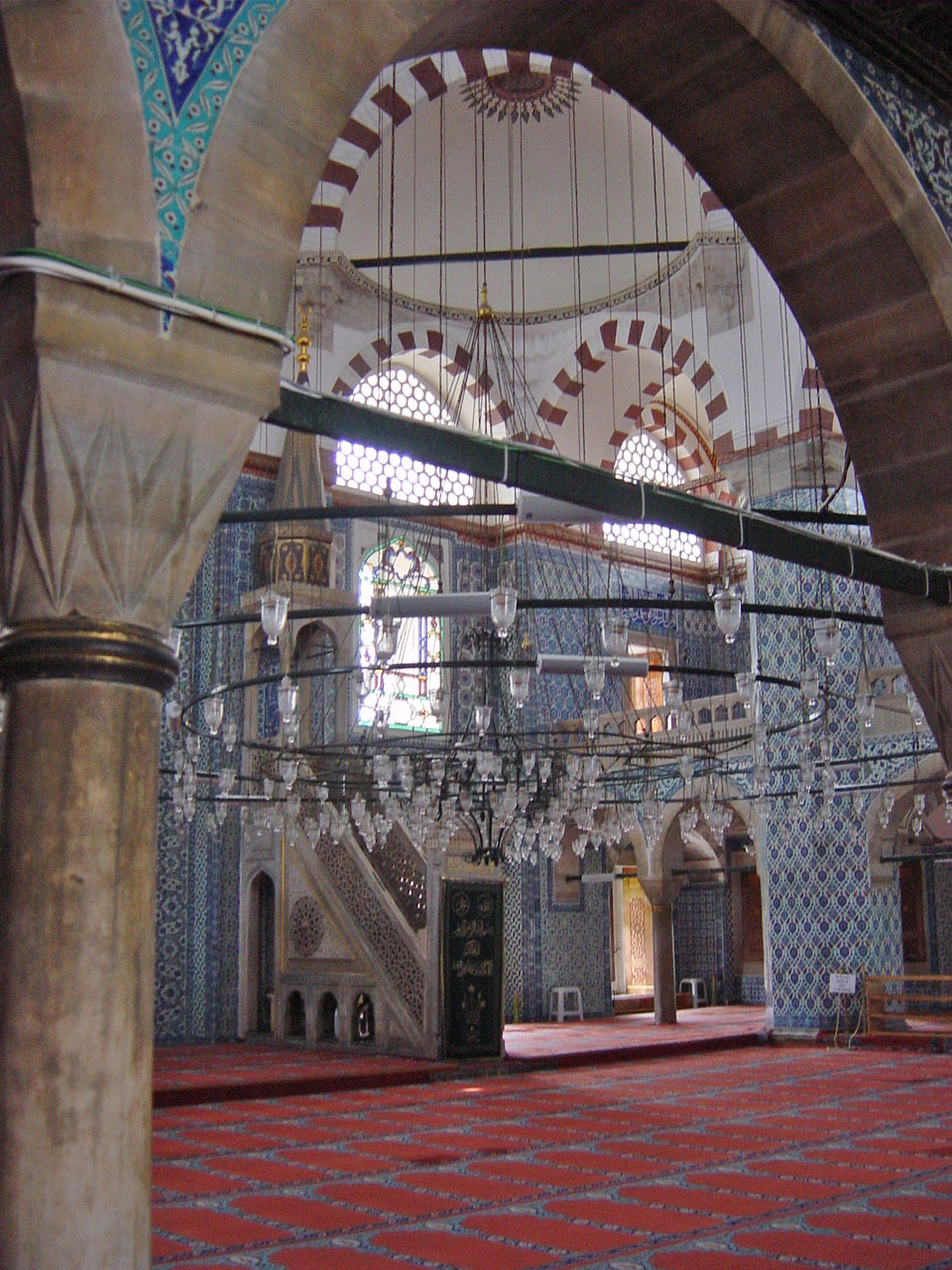
Vista interior
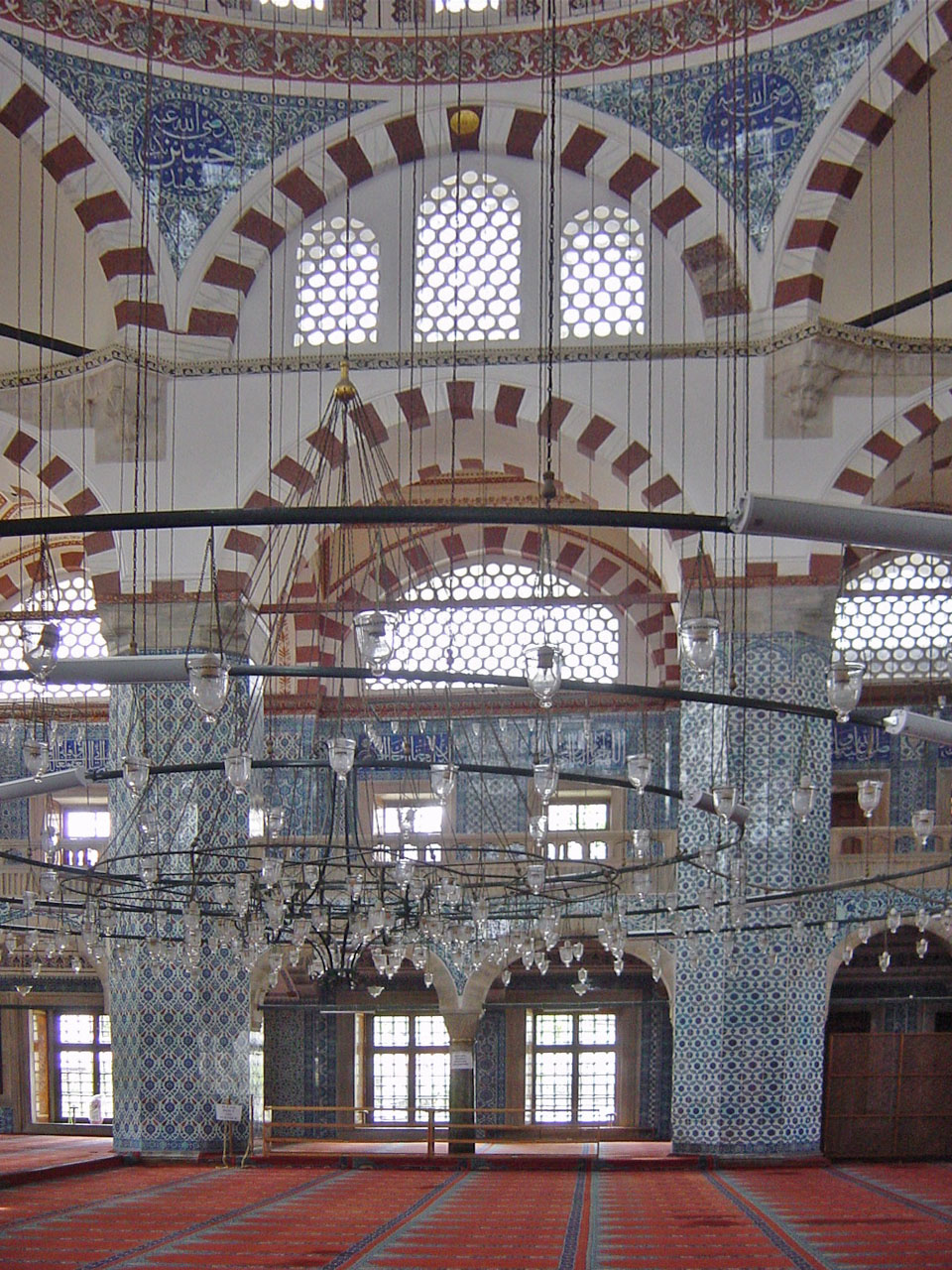
Vista interior
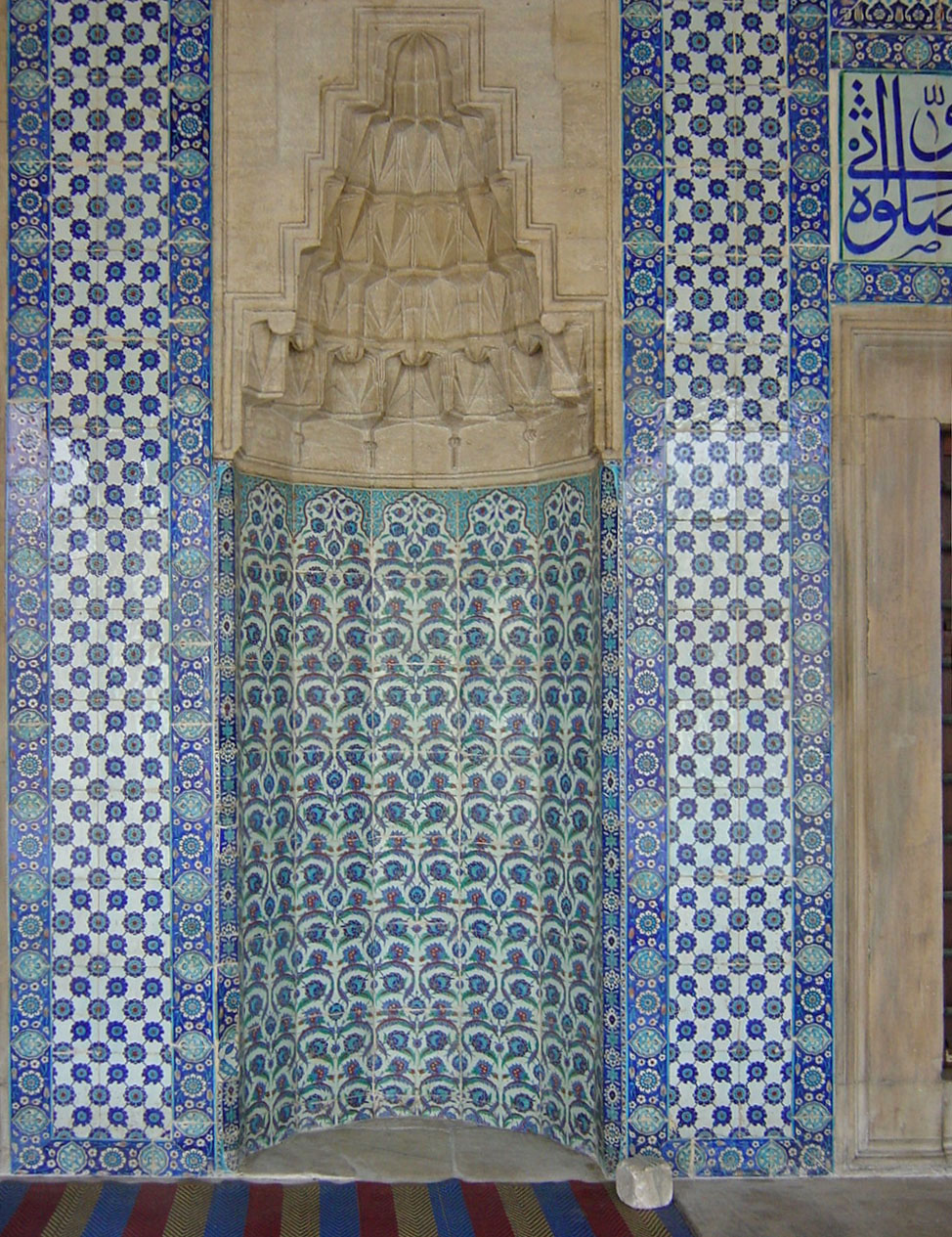
Mihrab